# Російський дореволюційний правопис
Російський дореволюційний правопис, рідше — російський дореформений правопис — правопис російської мови, що діяв від 1710 року, після впровадження гражданського шрифту, й до його реформи в 1918 році. Використовувався також як український правопис у часи заборони друку українською мовою у підросійській Україні у 1800—1900-х роках.
Російський дореволюційний правопис зберігся й після 1918 року в російських емігрантських виданнях.
Єдиної загальновизнаної норми дореформеної орфографії не існувало. Правопис останніх 50 років (1870—1910-ті роки) був унормований більше, ніж правопис перших 70 років (1800—1870-ті роки). Найавторитетніші посібники і зведення правил з російського дореформеного правопису з'явилися після 1870-х років під керівництвом російського науковця Якова Грота.

## Відмінності дореволюційної орфографії від сучасної

### Абетка
До 1918 року російська абетка налічувала 35, а не 33 літери, як зараз. У ній були такі літери:
| А а | Б б | В в | Г г | Д д | Е е | Ж ж |
| З з | И и | І і | К к | Л л | М м | Н н |
| О о | П п | Р р | С с | Т т | У у | Ф ф |
| Х х | Ц ц | Ч ч | Ш ш | Щ щ | Ъ ъ | Ы ы |
| Ь ь | Ѣ ѣ | Э э | Ю ю | Я я | Ѳ ѳ | Ѵ ѵ |

Назви літер російської дореформеної абетки (написання російське сучасне): аз, буки, веди, глаголь, добро, есть, живете, земля, иже («и восьмеричное»), и десятери́чное, како, люди, мыслете, наш, он, покой, рцы, слово, твердо, ук, ферт, хер, цы, червь, ша, ща, ер, еры́, ерь, ять, э, ю, я, фита́, и́жица.
Як видно, в абетку входили 4 скасовані літери — І, Ѣ, Ѳ, Ѵ, але двох літер в абетці не було — Ё, Й.
«Написання» Ё і Й лише формально не входили в абетку, але уживалися точно так, як і зараз. «Написання» Й називалося «и съ краткой».

### Вимова скасованих літер
- Літера І вимовлялася як І;
- Літера Ѣ вимовлялася як Є;
- Літера Ѳ вимовлялася як Ф;
- Літера Ѵ вимовлялася як І;
- Літера Ъ не вимовлялася (була спроба скасувати[5], але не вдалося).

Отож для звуку [ф] було дві літери — Ф і Ѳ, для звукосполучення [йе] також було дві літери — Е і Ѣ, а для звуку [і] — три літери — И, І і Ѵ.

### Правила вживання скасованих літер

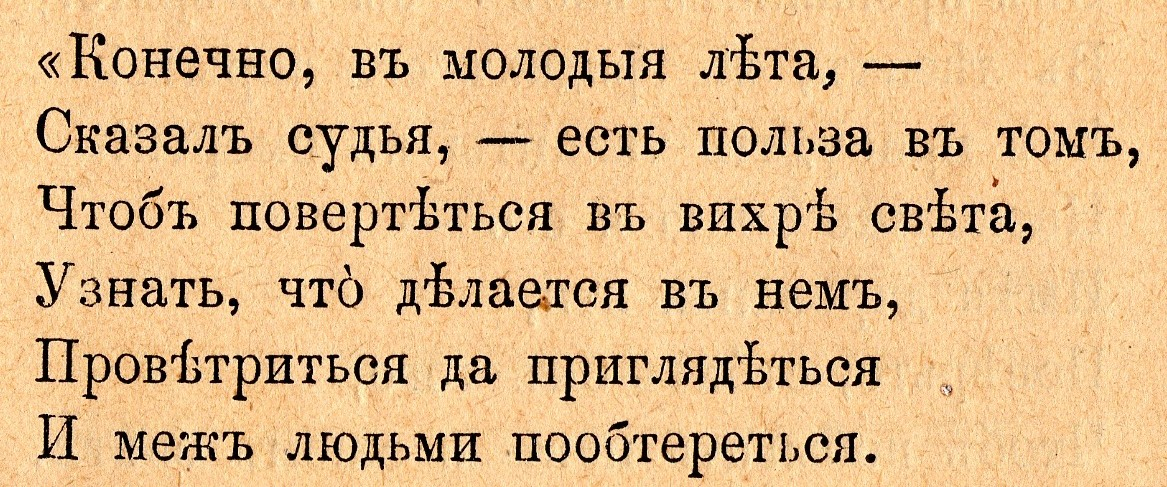
Уривок з перекладу «Пана Тадеуша» А. Міцкевича (видання 1902 року)

- Літера І вживалася перед голосними (у тому числі і перед Е, Ё, Ю, Я) і перед Й, а також у слові міръ в значенні всесвіт, для розрізнення зі словом миръ — спокій, тиша.
- Літера Ѣ вживалася в 128 коренях слів російської мови, а також у деяких суфіксах і закінченнях. Щоб було легше вивчити список коренів з літерою Ѣ, були придумані спеціальні вірші[6].

Літера Ѣ початково відповідала звуку [ě], який у різних слов'янських мовах перейшов у різні звуки. У російській мові вимова Ѣ перестала відрізнятися від літери Е, в українській літературній у більшості слів Ѣ перейшла в І, хоча в діалектах української збереглася інша вимова, а в болгарській, наприклад, Ѣ перейшла у Я. Для порівняння:
| Українське слово | Російське слово в сучасній орфографії | Російське слово в дореволюційній орфографії |
| ---------------- | ------------------------------------- | ------------------------------------------- |
| бiлий            | белый                                 | бѣлый                                       |
| сiрий            | серый                                 | сѣрый                                       |
| копiйка          | копейка                               | копѣйка                                     |
| мiсце            | место                                 | мѣсто                                       |
| тiсто            | тесто                                 | тѣсто                                       |

Але там, де українській І відповідають інші російські літери (О чи И), Ѣ не було (вона відповідає російському звуку Е): сіль — соль; біль — боль; гідність — годность (достоинство).
- Літера Ѳ уживалася в словах, що прийшли в російську мову (або раніше церковнослов'янську) напряму з грецької мови, на місці грецької літери θ (тета). Загальновживаних слів з цією літерою небагато:
  - З власних імен: Агаѳья, Анѳимъ, Аѳанасій, Аѳина, Варѳоломей, Голіаѳъ, Евѳимій, Марѳа, Матѳей, Меѳодій, Наѳанаилъ, Парѳенонъ, Пиѳагоръ, Руѳь, Саваоѳъ, Тимоѳей, Эсѳирь, Іудиѳь, Ѳаддей, Ѳёкла, Ѳемида, Ѳемислоклъ, Ѳеодор (Ѳёдоръ, Ѳедя), Ѳеодосій (Ѳедосій), Ѳеодосія, Ѳеодотъ (Ѳедотъ), Ѳеофанъ (але Фофанъ), Ѳеофилъ, Ѳерапонтъ, Ѳома, Ѳоминична.
  - З географічних назв: Аѳины, Аѳонъ, Виѳанія, Виѳезда, Виѳинія, Виѳлеемъ, Виѳсаида, Геѳсиманія, Голгоѳа, Карѳагенъ, Коринѳъ, Мараѳонъ, Парѳія, Парѳенонъ, Эѳіопія, Ѳаворъ, Ѳеодосія, Ѳермофилы, Ѳессалія, Ѳессалоники, Ѳивы, Ѳракія.
  - Народи (етноси): коринѳяне, парѳяне, скиѳы, эѳіопы, ѳиване.
  - Загальні назви: анаѳема, акаѳистъ, апоѳеозъ, апоѳегма, ариѳметика, диѳирамбъ, еѳимоны, каѳолическій (але католическій), каѳедра, каѳизма, киѳара, левіаѳанъ, логариѳмъ, мараѳонъ, миѳъ, миѳологія, моноѳелитство, орѳографія, орѳоэпія, паѳосъ (страсть, але Пафосъ — острів), риѳма, эѳиръ, ѳиміамъ, ѳита.
  - Низка рідкісних власних назв також пишеться через фіту. Це більше, ніж сто власних назв зі Старого Заповіту, наприклад: Аштероѳ-Карнаимъ (Буття 14:5). Рідкісні грецькі та єврейські назви: Ельовѳерополь — стародавнє місто (руїни) в Південній Палестині на дорозі між Єрусалимом і Газою[7]. Людям, що не стикалися з географією чи історією Греції, її біблійними місцями, не займалися їхнім вивченням, рідкісні слова з Ѳ, яких тут нема, можуть ніколи і не трапитися.
- Літера Ѵ уживалася в слові мѵ́ро для його відмінності від слів миръ і міръ, а також за традицією ще в декількох словах грецького походження на місці літери іпсилон (як і мѵро, це переважно слова, що відносяться до церкви). До початку XX століття це: ѵпакои, ѵпостась, полѵелей, сѵмволъ (тільки в значенні символу віри), сѵнодъ (хоча в словниках — синодъ). Похідні слова від сѵмволъ і сѵнодъ до початку XX століття не утримали Ѵ: символическій, синодальный, синодскій, синодическій. У текстах церковнослов'янською мовою гражданського друку (наприклад, у молитвословах) певні слова, які пишуть через іжицю, ширше — ѵссопъ, Мѵры Лѵкійскіе. У російському тексті початку XX століття вони виглядають як иссопъ, Мѵры Ликійскіе.
- Літера Ъ писалася на кінці слів після приголосних і не читалася, на противагу Ь на кінці слів, який пом'якшує приголосні звуки, а ще офіційно в слові отъэкзаменовать, зустрічається в слові сверхъчувственный, в слові съузить Грот наказував Ъ не вживати. При написанні слів через дефіс — у звичних загальновживаних словах Ъ зберігався: изъ-за, контръ-адмиралъ. А при написанні запозичених назв — Ъ перед дефісом міг опускатися. (Опускати Ъ перед дефісом — це побажання Грота).

## Орфографія окремих морфем (приставок, відмінкових закінчень)

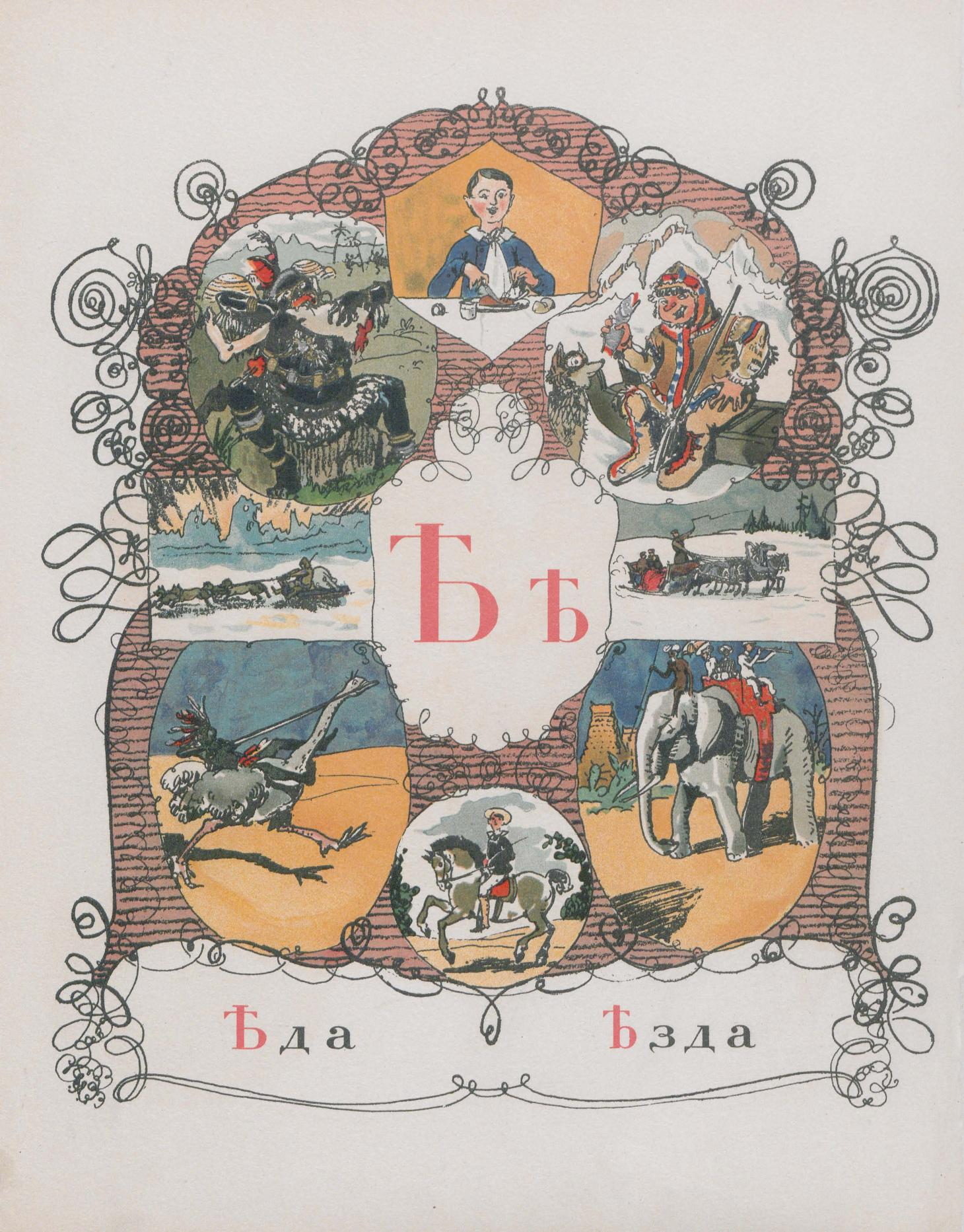
Сторінка з літерою Ѣ з «Абетці в малюнках» О. М. Бенуа (1904)

- Префікси, що закінчуються на «-з» («из-», «воз-», «раз-», «роз-», «низ-»), перед подальшою «с» зберігали «з»: разсказъ, разсуждать, возсоединить. Префікси «без-», «через-», «чрез-» завжди мали на кінці «-з»: безполезный, безкровный, безтактный, безсонница; черезчуръ, чрезполосица.
- Замість закінчення «-ого» писалося «-аго»: краснаго, чернаго.
- Замість закінчення «-его» писалося «-яго»: синяго, третьяго.

(Після шиплячих замість «-его» писали не «-яго», а «-аго»: старшаго, павшаго, тощаго).
- Закінчення «-ого» уживалося тільки у випадку, якщо наголос падав на нього: тако́го, хромо́го, а також в словах: первого, того, этого; самого́ (але са́маго)
- Замість закінчення орудного відмінку «-ой» було два закінчення — основне (повне) «-ою» і його скорочений варіант «-ой». Можна помітити (але це не правило), що при написанні двох і більше слів підряд із закінченням «-ою» останнє скорочують в «-ой»: «какою-нибудь глагольною формой»[8]. У сучасній орфографії навпаки: «-ой» є звичним закінченням, а «-ою» — його варіант. Але зараз повсюдно уживається «-ой», а «-ою» можна зустріти хіба що у віршах.
- Замість закінчення «-ью» було два закінчення — основне «-ію» і його варіант «-ью».

У підручнику початку XX століття (1915 рік) можемо бачити форми костію (-ью), тростію (-ью).

У підручнику 1879 року представлений тільки варіант «-ью». (Хоча в самому тексті підручника зустрічаються слова і на «-ію»). У книгах зустрічаються упереміш і ті і ці форми.
- У жіночому і середньому родах замість закінчень «-ые», «-ие» уживалися закінчення «-ыя», «-ія»: русскія пѣсни, новыя кресла. Закінчення «-ые», «-іе» вживалися із словами чоловічого роду: новые столы, хорошіе дома. При переліку слів жіночого і середнього родів уживалося закінчення «-ыя», «-ія»: новыя пѣсни, кресла и мечты. Для позначення словосполучень, у яких були іменники чоловічого роду, уживалося закінчення «-ые», «-ie»: новые журналы, книги и изданія.
- У жіночому роді замість «они» писали (у ряді випадків і вимовляли) «онѣ». (В інших родах — «они»).
- У жіночому роді також уживалися слова «однѣ», «однѣхъ», «однѣмъ», «однѣми». (В інших родах — «одни», «однихъ», «однимъ», «одними»).
- Займенник «её (неё)» в родовому відмінку писався (а у віршах міг і вимовлятися) як «ея (нея)», але «её (неё)» в знахідному відмінку: «Онъ взялъ ея книгу и отдалъ её ей», «Ея Императорское Величество», «ея печальныя деревни».
- Замість слова «саму» прийнято було писати «самоё»[10]: Она винила самоё себя. (Вживання слова «самоё» в середньому роді є помилкою). (Слово «саму» трапляється в словнику Даля наряду зі словом «самоё», але грамотно вважалося писати «самоё»).
- Слово «самъ» вживалося тільки тоді, коли хтось щось робив сам: Я самъ приказалъ. Она сама такъ решила. Оно само упало. В інших випадках замість слова «самъ» говорили і писали «са́мый»: Это онъ? — Онъ са́мый. Когда онъ приѣхалъ? — Онъ приѣхалъ въ са́мый день Пасхи. «Са́мый» — істинний, справжній: Богъ есть са́мая истина и са́мое добро, или сама́ истина и само́ добро. Скажи са́мыя слова́ его, слово въ слово, подлинныя. (Груба помилка при вимові цих незвиклих форм слів — вимовляти замість слова «са́мый» — «самы́й» — це неправильно. Такі помилки в постанові наголосу виникають від відсутності інформації про правильну вимову).
- Слово «суть» було формою дієслова «есть» у множині. Укропъ, чеснокъ и морковь — суть овощи; Это всё суть гипотезы и предположенія; Основные гласные звуки въ русскомъ и церковно-славянскомъ языкахъ суть: а, у, и[11].
- Правила перенесення слів були трохи складніші, ніж сучасні[12]:
  - не допускалося розривання префіксів (раз-вязать, а не ра-звязать).
  - суфікси «-ств-» і «-ск-» писалися нероздільно.
  - поєднання «-бл-», «-пл-», «-вл-», «-фл-», «-мл-», «-жд-», що представляли зміни губних і зубних, не розділялися (лю-блю, тер-плю, кро-вля, зе-мля, жа-жду, насла-жденіе).
  - буквосполучення «-кс-» в іноземних словах не розділялося (Але-ксандр, синта-ксисъ).
  - Коли приголосна відокремлена літерою Ь від наступної приголосної, то цією останньою починається новий склад: день-ги, дѣть-ми, толь-ко, Оль-га.
  - М'яка голосна, яка відокремлена літерою Ь від попередньої приголосної, формує з нею один склад: крестья-нинъ, се-мьянинъ, пла-тьемъ.
  - Перенесення складних слів мало узгоджуватися з їхнім складом: вос-токъ, вы-звать, со-всѣмъ, не-сносный, со-зданъ, без-дна, земле-трясеніе.
  - У підручнику 1879 року є також такі вказівки:

«Иностранныя слова переносятся по правиламъ грамматики того языка, изъ котораго заимствованы, если это не противорѣчитъ просодическому дѣленію нашего: Шлаг-баумъ, а не шлагба-умъ; Луа-ра, а не Лу-ара (ибо au и oi въ словахъ Schlagbaum, Loire — дифтонги); кат-ехизисъ (κατ-ήχησις), миз-антропъ (μισ-άνθρωπος): а мо-нархъ, Еван-геліе, катихи-зисъ, ми-зан-тропъ».
Примітка: Просодичний розподіл слів — це розподіл за складами, на відміну від етимологічного розподілу слів — розподіли його за етимологією на морфеми — префікси, корені, суфікси. 

При просодичному розподілі приголосна, яка стоїть між двома голосними, відходить до наступного складу, наприклад, «мо-нархъ».

## Тонкощі орфографії

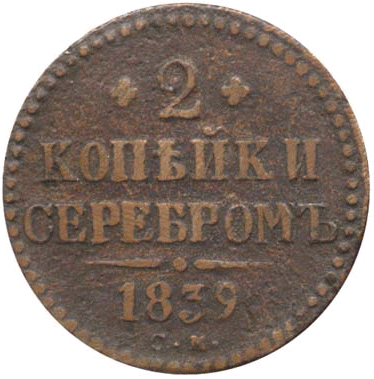
2 копйки серебромъ (1839)

- Написання та вимова. Поєднання літер «ъи» вимовлялося як «ы». (На початку XX століття перестало вживатися, але трапляється в старих книгах). Поєднання літер «іе» іноді вимовлялося як «е»: Іегова, Іерусалимъ (ерус. і иерус.), Іеменъ, іена. Поєднання літер «іо» іноді вимовлялося як «ё»: іотъ, маіоръ, раіонъ. Поєднання літер «іу» іноді вимовлялося як «ю»: Іудиѳь, Іуліанъ (але Іуда — (рос. [Иуда]). Вказані поєднання голосних з літерою І вживаються здебільшого на початку слів[13]. Відмінність у вимові до революції і зараз  помітна тільки у двох випадках: Іегова і Іерусалим (останнє слово могло вимовлятися також, як і зараз).

Примітка: в сучасній російській мові в слові иена перші дві голосні також вимовляються одним складом «je».
- Скорочення слів. На відміну від сучасної орфографії при скороченні слів обов'язково ставилися крапки: С.с. — статский советник, д.с.с. — действительный статский советник, т.с. — тайный советник, д.т.с. — действительный тайный советник[14], М. В. Д. — Министерство внутренних дел, Учен. Ком. — Ученый комитет, Мин. Нар. Пр. — Министерство народного просвещения, Акц. Общ. — акционерное общество.
- Надрядкові знаки. У дореволюційній орфографії над словом «что» було прийнято ставити наголос, розрізняючи типи слів. Наголосом позначається займенник «что́» в називному або знахідному відмінку для відмінності від схожого з ним сполучника «что»[15]: — Ты знаешь, что́ тебѣ полезно. Ты знаешь, что тебѣ полезно ученіе.
- Пунктуація. У кінці заголовків, на відміну від сучасної орфографії, ставилися крапки. З великої літери писалися титули і обіг: «Государь Император», «Медаль в память коронования ИХ ИМПЕРАТОРСКИХ ВЕЛИЧЕСТВ», «ВЫСОЧАЙШЕ утверждено», «Ваше Императорское Величество», «Ваше благородіе».

Примітка: Слово «Государь» — це звернення тільки до живого імператора. У книзі XIX століття могли надрукувати «книга посвящена Государю Императору Николаю Павловичу» зважаючи на те, що коли було написано це присвячення — імператор царював. Про імператорів покійних прийнято говорити тільки «Император»: Император Александр III, Император Николай II.

## Зміни в дореволюційній орфографії впродовж XVIII—XX століття

### XVIII—початок XIX століття
У XVIII—початку XIX століття траплявся орфографічний запис закінчення «-ъй» в ч. р. ед. ч. через «-ой», особливо після задньоязикових: то́нкой, ди́кой замість то́нкий, ди́кий. Зворотне явище, що зустрічається в той же період — церковнослов'янський запис наголошеного закінчення «-ый» замість «-ой»: вторы́й, шесты́й, седьмы́й, лесны́й — мало відповідність у вимові.
1847 рік: «роздѣ́лъ», стар., теж, що «раздѣ́лъ»; «роздѣ́льный», стар., теж, що «раздѣ́льный»; «розмѣ́нный», стар. теж, що «размѣ́нный». Пізніше (в другій половині XIX століття) в працях Грота і в усіх підручниках вказується, що префікс «роз-» пишеться через О, тільки якщо на нього падає наголос. Цей принцип (наприклад, коли етимологічний принцип написання поступився фонетичному) прийнятий і в сучасній російській орфографії.

### Середина XIX століття
1860 рік: на стику префіксу і кореня прийнято було писати «ъи». Але в словах з коренями играть і искать «ъи» трансформувалося в «ы»: сыскать, розыскъ, сыграться, разыграть (замість съискать, розъискъ, съиграться, разъиграть).
1879 рік: пишуть «ъи»: безъискусственный, предъидущій, а не безыскусственный, предыдущий. У словах побутової мови в такому разі пишуть і «ы»: розыгрышъ, обыскъ.
1882 рік: у середині XIX століття ще можна зустріти такі форми слів, як рядоваго, які до початку XX століття були замінені на рядового. Хоча слова того, этого писалися на «-ого».

### Початок XX століття
У XIX столітті можна помітити часте вживання дефіса. На відміну від сучасної орфографії дефіс уживався між словом і частинками бы, ли, же в поєднанні «то-есть». До початку XX століття дефіс з вказаних випадків залишився в поєднанні «то-есть», скорочення — «т.-е.», нині «то-есть», «т.е.» (Гадано, в початковий період XIX століття дефіс уживався у ще багатьох випадках).
1904 рік: у деяких випадках (тепер уже рідкісних) поєднання «ъи» має звукове значення «ы»: разъигрывать, розъигрышъ (звичайно тепер так і пишуть: разыгрывать).
У середині і в другій половині XIX століття можна ще натрапити на такі написання, як предъидущій, отъименный. Академік Грот закликає замінити їх на отыменный, предыдущій. І на початку XX століття в підручниках уже немає форм «предъидущій».
1915 рік: замість «ъи» пишуть «ы».
Проте не всі побажання Грота закріпилися на практиці. Так, Грот рекомендував писати гигіэна і итти. Але на практиці було гигіэна і гигіена, итти і идти. (Слово итти як варіант слова идти ще є в словнику Ушакова).
Були варіанти написання слів із звуком «[j]»: маіоръ і майоръ, Нью-Іоркъ і Нью-Йоркъ, серіозно і серьёзно і багато інших.
Слів з варіантами написання в дореформеній орфографії було багато. Це відмінності в написанні деяких окремих слів середини XIX і початку XX століть. А також відмінність написання деяких слів початку XX століття від сучасних.
До початку XX століття були такі слова, написання яких відрізнялось від сучасного: идти і итти, корридоръ, оффиціальный, нині — идти, коридор, официальный; чоловічий рід у граматиці називався «му́жеским» — му́жескій родъ. (У сучасній російській мові теж є випадки варіантів написання слів: бриллиант і брильянт, матрас і матрац, ноль і нуль (але нулевой), тоннель і туннель).